# Championnat du monde féminin moins de 18 ans de hockey sur glace 2009
Navigation
Championnat du monde 2008 Championnat du monde 2010
Le Championnat du monde féminin moins de 18 ans de hockey sur glace 2009 est la deuxième édition de cette compétition organisée par la Fédération internationale de hockey sur glace (IIHF). Elle a lieu du 5 au 10 janvier 2009 à Füssen, en Allemagne.
Les États-Unis conservent leur titre en dominant en finale le Canada sur la marque de 3-2 après prolongations. La Finlande complète le podium.
Indépendamment, la Division I est disputée à Chambéry en France (28 décembre 2008-2 janvier 2009).

## Division élite

### Présentation

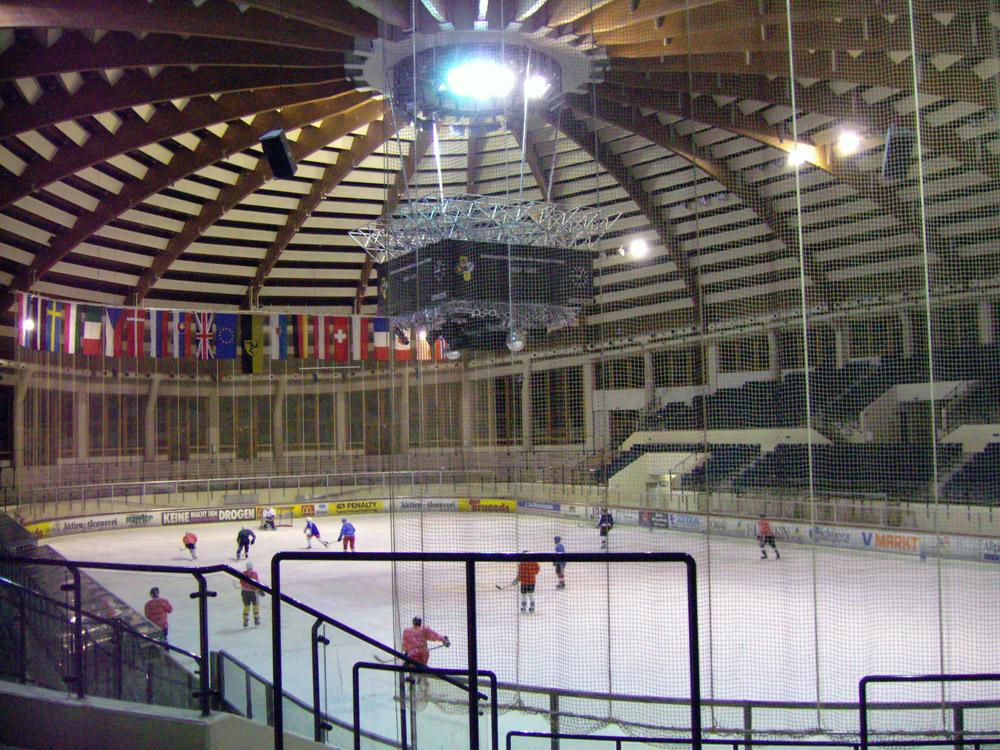
Le Bundesleistungszentrum.

La deuxième édition du championnat du monde féminin moins de 18 ans a lieu du 5 au 10 janvier 2009 en Allemagne, dans la ville de Füssen en Bavière.
Les deux patinoires utilisées sont le Bundesleistungszentrum et la Halle 1, respectivement d'une capacité de 3 691 et de 1 354 places.

### Format de compétition
Les huit équipes engagées sont réparties en deux groupes de quatre disputés sous la forme de championnats à match simple. Les deux premiers de chaque groupe se qualifient pour les demi-finales, suivies de la finale et du match de classement pour la troisième place. De leur côté, les équipes classées aux deux dernières places leur poule jouent des matchs de classement. La sélection finissant huitième du classement final est reléguée en Division I pour l'édition 2010.
| Groupe A - États-Unis - Suède - Allemagne - Russie | Groupe B - Canada - Tchéquie - Finlande - Suisse |

### Tour préliminaire

#### Groupe A
|   | Équipe     | PJ | V | VP | DP | D | Pts | BP | BC | +/- |
| - | ---------- | -- | - | -- | -- | - | --- | -- | -- | --- |
| 1 | États-Unis | 3  | 3 | 0  | 0  | 0 | 9   | 37 | 2  | +35 |
| 2 | Suède      | 3  | 2 | 0  | 0  | 1 | 6   | 16 | 11 | +5  |
| 3 | Russie     | 3  | 1 | 0  | 0  | 2 | 3   | 6  | 25 | -19 |
| 4 | Allemagne  | 3  | 0 | 0  | 0  | 3 | 0   | 3  | 24 | -21 |

#### Groupe B
|   | Équipe   | PJ | V | VP | DP | D | Pts | BP | BC | +/- |
| - | -------- | -- | - | -- | -- | - | --- | -- | -- | --- |
| 1 | Canada   | 3  | 3 | 0  | 0  | 0 | 9   | 35 | 1  | +34 |
| 2 | Tchéquie | 3  | 1 | 0  | 1  | 1 | 4   | 8  | 18 | -10 |
| 3 | Suisse   | 3  | 1 | 0  | 0  | 2 | 3   | 8  | 26 | -18 |
| 4 | Finlande | 3  | 0 | 1  | 0  | 2 | 2   | 5  | 11 | -6  |

### Matchs de classement
Les rencontres ont lieu à la Halle 1. Tous les horaires sont locaux (UTC+1).
|  | Matchs de classement   | Matchs de classement  |                |   | Cinquième place        | Cinquième place        |
|  | Matchs de classement   | Matchs de classement  |                |   | Cinquième place        | Cinquième place        |
|  |                        |                       |                |   |                        |                        |
|  | 9 janvier 2009, 16:00  | 9 janvier 2009, 16:00 |                |   | 10 janvier 2009, 15:30 | 10 janvier 2009, 15:30 |
|  | 9 janvier 2009, 16:00  | 9 janvier 2009, 16:00 |                |   | 10 janvier 2009, 15:30 | 10 janvier 2009, 15:30 |
|  | Suisse                 | 1                     |                |   | 10 janvier 2009, 15:30 | 10 janvier 2009, 15:30 |
|  | Suisse                 | 1                     |                |   | 10 janvier 2009, 15:30 | 10 janvier 2009, 15:30 |
|  | Allemagne              | 2 (TF)                |                |   | 10 janvier 2009, 15:30 | 10 janvier 2009, 15:30 |
|  | Allemagne              | 2 (TF)                | Allemagne      | 1 |                        |                        |
|  | 9 janvier 2009, 19:30  |                       | Allemagne      | 1 |                        |                        |
|  |                        | Finlande              | 2              |   |                        |                        |
|  | Russie                 | Finlande              | 2              | 1 |                        |                        |
|  | Russie                 |                       |                | 1 |                        |                        |
|  | Finlande               | 2 (P)                 |                |   |                        |                        |
|  | Finlande               | 2 (P)                 | Septième place |   |                        |                        |
|  |                        |                       |                |   |                        |                        |
|  | 10 janvier 2009, 12:00 |                       |                |   |                        |                        |
|  |                        |                       |                |   |                        |                        |
|  | Suisse                 | 2                     |                |   |                        |                        |
|  | Suisse                 | 2                     |                |   |                        |                        |
|  | Russie                 | 3 (P)                 |                |   |                        |                        |
|  | Russie                 | 3 (P)                 |                |   |                        |                        |

### Phase finale
Les rencontres ont lieu au Bundesleistungszentrum. Tous les horaires sont locaux (UTC+1).
|  | Demi-finales           | Demi-finales          |                        |    | Finale                 | Finale                 |
|  | Demi-finales           | Demi-finales          |                        |    | Finale                 | Finale                 |
|  |                        |                       |                        |    |                        |                        |
|  | 9 janvier 2009, 16:30  | 9 janvier 2009, 16:30 |                        |    | 10 janvier 2009, 17:30 | 10 janvier 2009, 17:30 |
|  | 9 janvier 2009, 16:30  | 9 janvier 2009, 16:30 |                        |    | 10 janvier 2009, 17:30 | 10 janvier 2009, 17:30 |
|  | Canada                 | 6                     |                        |    | 10 janvier 2009, 17:30 | 10 janvier 2009, 17:30 |
|  | Canada                 | 6                     |                        |    | 10 janvier 2009, 17:30 | 10 janvier 2009, 17:30 |
|  | Suède                  | 1                     |                        |    | 10 janvier 2009, 17:30 | 10 janvier 2009, 17:30 |
|  | Suède                  | 1                     | Canada                 | 2  |                        |                        |
|  | 9 janvier 2009, 20:00  |                       | Canada                 | 2  |                        |                        |
|  |                        | États-Unis            | 3 (P)                  |    |                        |                        |
|  | États-Unis             | États-Unis            | 3 (P)                  | 18 |                        |                        |
|  | États-Unis             |                       |                        | 18 |                        |                        |
|  | Tchéquie               | 0                     |                        |    |                        |                        |
|  | Tchéquie               | 0                     | Match pour la 3e place |    |                        |                        |
|  |                        |                       |                        |    |                        |                        |
|  | 10 janvier 2008, 14:00 |                       |                        |    |                        |                        |
|  |                        |                       |                        |    |                        |                        |
|  | Suède                  | 9                     |                        |    |                        |                        |
|  | Suède                  | 9                     |                        |    |                        |                        |
|  | République tchèque     | 1                     |                        |    |                        |                        |
|  | République tchèque     | 1                     |                        |    |                        |                        |

### Bilan
Comme l'année précédente, les canadiennes et les américaines dominent leurs adversaires avant de se retrouver en finale. Les américaines conservent leur titre en remportant la partie sur la marque de 3 buts à 2 après prolongations. Pour la médaille de bronze, la Suède prend sa revanche en battan la République tchèque 9-1. De son côté, la Suisse finit huitième et dernière et est reléguée en Division I pour l'édition suivante.
Les États-Unis raflent toutes les distinctions individuelles remises par le comité d'organisation. Ce dernier désigne Alex Rigsby en tant que meilleure gardienne de but, Alev Kelter meilleure défenseure et Amanda Kessel meilleure attaquante. Kessel finit également en tête du classement des points avec 19 inscrits.
|                    | Équipe     |
| ------------------ | ---------- |
| Médaille d'or      | États-Unis |
| Médaille d'argent  | Canada     |
| Médaille de bronze | Suède      |
| 4                  | Tchéquie   |
| 5                  | Finlande   |
| 6                  | Allemagne  |
| 7                  | Russie     |
| 8                  | Suisse     |

## Division I
La Division I se déroule du 28 décembre 2008 au 2 janvier 2009 à Chambéry en France. Les rencontres ont lieu à la Patinoire de Buisson Rond. Le Japon est promu en Division élite pour l'édition suivante.
|   | Équipe    | PJ | V | VP | DP | D | Pts | BP | BC | +/- |
| - | --------- | -- | - | -- | -- | - | --- | -- | -- | --- |
| 1 | Japon     | 4  | 4 | 0  | 0  | 0 | 12  | 18 | 5  | +13 |
| 2 | France    | 4  | 2 | 1  | 0  | 1 | 8   | 9  | 7  | +2  |
| 3 | Slovaquie | 4  | 2 | 0  | 1  | 1 | 7   | 11 | 14 | -3  |
| 4 | Autriche  | 4  | 1 | 0  | 0  | 3 | 3   | 8  | 13 | -5  |
| 5 | Norvège   | 4  | 0 | 0  | 0  | 3 | 0   | 9  | 16 | -7  |

- Meilleures joueuses[7],[8].
  - Meilleure gardienne de but : Caroline Baldin (France)
  - Meilleure défenseure : Fujimoto Nachi (Japon)
  - Meilleur attaquante : Osawa Chiho
  - Meilleure pointeuse : Nicol Cupkova (Slovaquie), 6 points (4 buts et 2 aides)